# Estrella de helio
Una estrella de helio es una estrella de tipo espectral O o B cuyo espectro muestra líneas de absorción de helio especialmente fuertes, y líneas de hidrógeno débiles o ausentes. Las estrellas de helio extremas no presentan trazas de hidrógeno, mientras que las estrellas de helio medias muestran líneas de hidrógeno visibles pero más débiles que en las estrellas normales. La pérdida de las capas exteriores de hidrógeno, dejando expuesto el núcleo de helio, puede deberse a un fuerte viento estelar (como en las estrellas de Wolf-Rayet), o a la transferencia de masa en una estrella binaria cuyas componentes están muy próximas (estrellas binarias de contacto). Las estrellas γ2 Velorum, α Telescopii y σ Orionis E son ejemplos de estrellas de helio.
Asimismo, se denomina variable de helio a una estrella Bp (B peculiar) en donde la intensidad de las líneas de absorción de helio varía periódicamente.